# Chelodamus uniformis
Chelodamus uniformis är en spindeldjursart som först beskrevs av Banks 1913.  Chelodamus uniformis ingår i släktet Chelodamus och familjen blindklokrypare. Inga underarter finns listade i Catalogue of Life.